# 外星生命
- 开普勒望远镜被用来寻找适合生命居住的太陽系外行星
- 艾伦望远镜阵用于搜寻地外文明计划
- 如火星上的好奇号火星探测器一般的太阳系内的机器人探索计划

外星生命又稱地外生命，指存在于地球以外的生命体。这个概念囊括了简单的细菌到具有高度智慧的“外星人”。研究和测试关于外星生命猜想的学科被称作地外生物学或天体生物学。自从20世纪中叶以来，人类一直使用包括探测地球之外的电波、天文望远镜观测潜在的宜居行星等方法探测外星生命存在的迹象，但迄今为止并没有确切证据表明外星生命的存在。有人認為發現外星人的機率很小，也有很多人认为外星生命几乎必定存在。
西方科学家查尔斯·林尼惠弗（Charles Lineweaver）等人提出了“银河系适宜居住带”。根据他们计算，这条“生命带”距离银河系中心大约2.3万-3万光年，大致相当于银河系半径的7%，其中含有的50亿颗可能诞生生命的恒星只占银河系恒星总数的不到5%。
許多作品引起了公眾對地外生命可能性的興趣。有人鼓勵採用激進的方法接觸外星智慧生命，聲稱銀河系內或有智慧生命並達到可交流的程度，認為智慧生命仍按黑暗森林法則行事的想法是可笑的。
根據美國國家安全局的一份解密文件的研究指出，銀河系中至少有1億顆的行星可以具備孕育生命的條件，包括有適合的溫度及化學條件。

## 存在与否
卡尔·萨根、霍金等科学家们认为，可观测的宇宙是如此之大，说除地球之外不存在生命是不可取的。许多有争议的证据称外星生命存在。
外星生命可能是在宇宙很多地方独立的产生，也有可能在一个地方产生生命，然后传播到其它可供居住的星球上去。这两种假设不一定是互相排斥的，但以尺度和机率的角度來看，作为位于适居带的地球拥有维持物种的生命生存和演化的所有條件，而事實上從地球歷史中的顯生宙開始至今，在長達五億多年的歲月間和數百萬的生物物種中，只有一個物種成功地演化成為高等智慧生命——人類，而非多種多元的高等智慧生物並存於地球上，這顯示了在相同條件下，高等智慧生命並非如此輕易出現和存在。
美国国立卫生研究院的科学家们基于“生物体基因复杂性”的研究认为宇宙中的生命在97±25亿年前就开始存在了，这比地球形成要早数十亿年。

### 存在的可能性
认为地球之外存在生命有着很简单的事实的支持：仅仅在银河系中就有2,000亿至4,000亿颗恒星，而银河系只是宇宙中超过1,000亿星系中的一员。据估计至少有十分之一的类似太阳的恒星具有行星系统。换言之，在可见的宇宙中，有至少6.25×1018颗具有行星系统的恒星。即使我们假设每10亿颗恒星里只有一颗支持生命存在的行星系统，那也有6.25×109个行星系统存在于我们可见的宇宙内。
现在据我们所知，太阳在行星系统里是普遍的，并没有独特的性质。因此可以相信在许多其他行星上也有适合生物生存的条件。在此假设之下，所有这些行星都不进化出生命是极不可能的，因此宇宙中很可能还有其他生命的存在。不过以上推测无视了一个事实，即生命的存活时间窗口可能只有数百万年。
生命存在的几率在1961年提出的德雷克公式就已经估算过了。然而，德雷克公式里有诸多的系数是完全基于猜测的，因此按此公式推算的结果也是具有争议的，并无法得到一个确切的结论。考虑到生命会在行星间蔓延：如果技术足够先进的生命形式在星际殖民，并且文明延续足够长的话，它们会在数百万年内充满整个星系。但事实上没有迹象表明这一现象的存在，这个事实被称作费米悖论。

### 可能的生存环境和形态
科学家在搜索外星生命时，多以液态水和有机物的存在作为外星生命存在之前提条件。水为地球生命体内各种化学反应提供了场所。水的中性pH值使得其电离的氢氧化物和水合氢离子既可以溶解带正电的金属离子，也可以溶解带负电的非金属离子；另外，有机物分子亲水性和疏水性的事实使得有机物分子能够形成水封闭膜。水分子之间的氢键也使得其更加容易储存蒸发的能量，并在冷凝时释放出来。这有助于气候的调节，维持生命所需的热稳定性。
有人批评这样以地球生物为蓝本的先入为主的观点阻碍了外星生命的探索。卡尔·萨根在1973年提出碳沙文主义，认为这些以人类为中心的思想限制了我们对于地外生命可能性的想像。例如在宜居带之外，有可能通过地热等方式维持地底的生物圈；也有生物能够在高砷低磷的环境下存活，这说明生物组成“必备”的六大基本元素：碳、氢、氧、氮、磷、硫
，可能不是必需的。除了碳基生命之外，有人认为外星生命也可能以硅基、硫基、氨基等生命形态存在。

## 太阳系中的星球宜居性

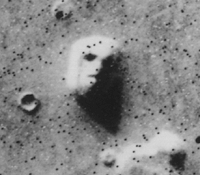
“火星人脸”的原始批处理图像（#035A72）的裁剪版，使图像出现斑点外观的黑点是数据错误（椒盐噪声)。

太阳系中的一些天体可能存在适合外星生命生存的环境，特别是那些可能有地下海洋的天体。天体生物学家认为，如果在太阳系中的其他地方发现到生命，它们更可能会是嗜极微生物。根据美国宇航局2015年天体生物学战略，“其他星球上的生命极可能就包括了微生物，其他地方任何复杂的生命系统都可能起源并建立在微生物生命基础之上的，关于微生物生命极限的重要见解可从现代地球上的微生物研究以及它们的普遍性和祖先特征获取到”。研究人员在地下深处发现了一系列令人惊叹的地下生物，主要是微生物，估计地球上70%左右的细菌和古细菌都生活在地壳内。俄勒冈州立大学深碳观测小组成员里克·科尔威尔告诉英国广播公司：“我认为其他行星及其卫星地表下适宜居住是一种合理的假设，
尤其是因为我们在地球上看到，生物可在远离阳光的地方活动，从地下深处的岩石中直接获取能量”。
火星上可能有适合微生物生命生存的独特地下环境；而木星的卫星木卫二上的地下海洋环境可能是嗜极微生物在地球以外的太阳系中最可能的栖息地。
胚种论提出太阳系其他地方的生命可能有共同的起源，如果在太阳系另一颗天体上发现了地外生命，那么它可能起源于地球，就像地球上的生命可能来自其他地方的播种一样（外生）。已知首次提到“胚种论”一词是在公元5世纪古希腊哲学家阿那克萨哥拉的著作中，19世纪，几位科学家再次以现代形式将其复兴，其中包括约恩斯·贝尔塞柳斯（1834年）、开尔文（1871年）、赫尔曼·冯·亥姆霍兹（1879年）以及后来的斯万特·阿伦尼乌斯（1903年）、弗雷德·霍伊尔爵士（1915-2001）和生于1939年的钱德拉·威克拉马辛（Chandra Wickramasinghe）等都是这一假说的重要支持者。他们进一步主张生命形式继续进入地球大气层，并可能导致流行病爆发、新疾病和宏观演化所必需的新奇基因。
定向泛种论（Directed panspermia）指在太空中有意传播微生物，或被送至地球在此开启生命孕育，或者从地球被送往新的星系以播种生命。
诺贝尔奖得主弗朗西斯·克里克和莱斯利·奥格尔（Leslie Orgel）提出，生命的种子可能是由先进地外文明有意传播的，但考虑到早期的“核糖核酸世界说”，克里克后来指出生命可能起源于地球。

### 水星
“信使号”探测器发现了水星上存在水冰的证据。根据2020年3月报告的研究，有科学支持认为水星上某些地区可能宜居，也许有某种生命形式（可能为原始微生物）已存在于这颗行星上了。

### 金星
在20世纪初，金星被认为在宜居性方面与地球相似，但自太空时代以来的观测表明，金星表面温度约为摄氏467度（华氏873度），这使得金星不适合类地生命生存。同样，金星大气层几乎完全由二氧化碳组成，对类地生命有毒。在50到65公里高度之间，气压和温度与地球相似，
其酸性上层大气层中可适合嗜热性嗜极微生物栖留。此外，金星在形成后的至少数百万年时间里，表面可能拥有液态水。2020年9月发表的一篇论文宣称，在金星大气层中检测到磷化氢，其浓度无法用金星环境中已知的非生物作用（如闪电或火山活动）来解释。

### 月球
自古以来，人类就一直在猜测月球上是否存在生命。1878年《科学美国人》发表了一篇题为《月球有人居住吗？》的文章，对这一主题进行了早期的科学探究。数十年后，1939年温斯顿·丘吉尔的一篇文章得出结论，由于缺乏大气层，月球不太可能孕育生命。
35亿到40亿年前，月球可能拥有足以维持其表面生命的磁场、大气层和液态水。现在月球内部温暖和受压的区域可能仍含有液态水。
有数种地球生物曾被短暂地带上了月球上，包括人类、棉花和缓步动物。
截至2021年，还没有发现到任何月球原生生命，包括月球岩石和土壤样本中的任何生命迹象。

### 火星
长期以来，人们一直在猜测火星上是否存在生命。现在普遍认为，火星过去曾存在过液态水，现在偶尔可在浅层土壤中发现少量液体卤水。在火星大气层中观察到的甲烷可能的生物特征起源尚无法解释，尽管现已提出了不涉及生命的假设。
有证据表明，火星曾有过一段更温暖湿润的历史：干涸河床、极地冰盖、火山以及只在有水环境中形成的矿物都已被发现。尽管如此，但目前的火星只有地下条件才可能支持生命。 
2013年，好奇号火星车在盖尔撞击坑埃奥利斯沼研究获得的证据强烈表明，存在过一座可能为微生物生命适居环境的古淡水湖。
“好奇号”和“机遇号”火星车当前在火星上进行的研究是寻找古代生命的证据，包括基于自养、化能或化学无机自养菌生物圈，以及包括湖积平原（与古河流或湖泊有关的平原）在内可能宜居的古代水环境在火星上寻找宜居性、化石沉积（与化石有关）和有机碳证据是当前美国宇航局的主要目标。

### 谷神星
谷神星是小行星带中唯一的矮行星，拥有一层稀薄的水气大气层，水气可能是由冰火山或地表附近的冰升华（从固体转化为气体）所产生。尽管如此，谷神星上水的存在还是让人们猜测那里可能会有生命。它是太阳系中为数不多的科学家们想要寻找可能存在生命迹象的地方之一。虽然这颗矮行星今天可能没有生命，但可能有迹象表明它在过去曾存在过生命。

### 木星系统

#### 木星
20世纪60年代和70年代，卡尔·萨根和其他人估测了假设生活在木星大气层中的微生物条件。然而，强烈的辐射和其他条件似乎不允许包囊和分子生化作用，因此认为那里不太可能有生命。相比之下，木星的一些卫星可能拥有可维持生命的栖息地。科学家们已指出，三颗外层伽利略卫星-木卫二 、木卫三和木卫四的地下深处可能存在被加热的地下液态水海洋。木卫二－木星系统任务原计划确认这些环境的宜居性，然而，由于缺乏资金，该任务没有继续下去。类似任务如欧空局的木星冰月探测器和美国宇航局的欧罗巴快船已經發射，计划分别于2031年和2030年抵達木星系統。

#### 木卫二

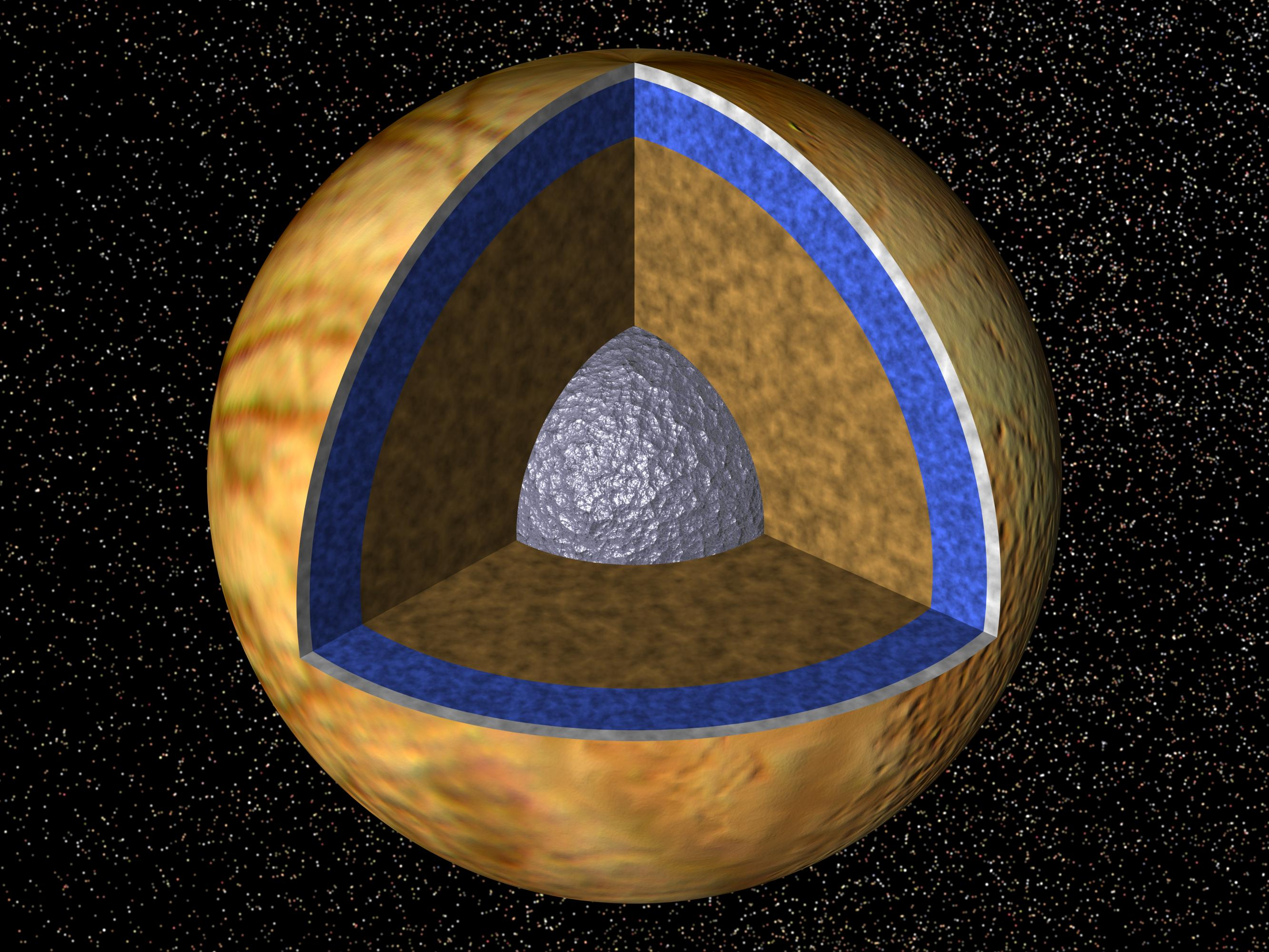
木卫二的内部结构，蓝色代表地下海洋，此类地下海洋可能孕育了生命。

木星的卫星木卫二一直是猜测存在生命的主要对象，因为它的冰面下极有可能存在液态海洋。海底的热液喷口，如存在的话，可能会使海水变暖，并能为微生物提供营养和能量。它也可能通过宇宙射线撞击表面冰所产生的氧气来支持需氧大型动物群。
2011年，当人们发现木卫二厚实的冰壳中存在巨大的湖泊时，木卫二上存在生命的可能性大大增强。科学家们发现，湖泊周围的冰架似乎正在坍塌，从而提供了一种转移机制，通过这一机制，木卫二表面阳光照射区域所产生的生命化学物质可释放到它的内部。
2013年12月11日，美国宇航局报告在木卫二冰壳上检测到通常与有机物质有关的“粘土状矿物”（具体而言是页硅酸盐）。科学家称，这些矿物的出现可能是与小行星或彗星碰撞的结果。“欧罗巴快船”将评估木卫二的宜居性，计划于2030年抵達木星系統，木卫二的地下海洋被认为是发现生命的最佳目标地。

### 土星系统
像木星一样，土星不太可能承载生命，但据推测，它的卫星—土卫二和土卫六上可能有支持生命的栖息地。

#### 土卫二
土星的卫星土卫二具有一些产生生命的条件，包括地热活动和水蒸气，以及可能存在潮汐加热的冰下海洋。 2005年，“卡西尼-惠更斯号”探测器在飞越土卫二喷出的冰和气体间歇泉时，探测到了碳、氢、氮和氧—所有支持生命的关键元素。羽流的温度和密度表明地表下有一处更温暖的水源。在可能存在生命的天体中，活生物体最容易从土卫二进入太阳系其他天体。

#### 土卫六
土卫六，最大的土星卫星，是太阳系中已知唯一拥有稠密大气层的卫星。
来自“卡西尼-惠更斯号”任务的数据否定了全球碳氢化合物海洋的假设，但后来
证实在极地地区存在液态烃湖，这是在地球以外发现的第一种稳定的地表液体。 对任务数据的分析揭示了地表附近大气化学的各个方面，与那里的生物（如果存在）可能会消耗氢气、乙炔和乙烷并产生甲烷的假设相一致，但目前还不能证明这一假设。 美国宇航局的蜻蜓号任务计划于21世纪30年代中期登陆土卫六，该任务将搭载一架可垂直起降的旋翼机，发射日期定为2026年。

### 太阳系小天体
太阳系小天体也被推测是嗜极生物的寄宿栖息地。弗雷德·霍伊尔和钱德拉·威克拉马辛都提出彗星和小行星上可能存在微生物生命。

### 其它天体
在太阳系较小的冰冷天体中，通过放射性衰变维持热量和加热的模型表明，在土卫五、天卫三、天卫四、海卫一、冥王星、阋神星、塞德娜和亡神星等大约100公里厚的固体冰壳下可能有海洋。特别令人感兴趣的是，模型表明在这些情况下，液体层与石质内核直接接触，使得矿物和盐类能够有效地混合到水中。这与木卫三、木卫四或土卫六等大型冰卫星内可能的海洋形成对比。在这些卫星中，高压冰相层被认为构成了液态水层的基础。
硫化氢已被认为是一种假设的生命溶剂，在木星的卫星木卫一上相当丰富，可能在距地表不深处就以液态的形式存在。

## 科学探索
对外星生命的探索有直接的，如寻找单细胞生命在太阳系中存在的证据，其研究的对象有太阳系中可能存在外星生命的行星和卫星，以及降落到地球上的陨石。但更多的探索是间接的，如捕捉任何科技化的社会传播到宇宙空间的信息。但是其它生命不一定会像人类一样故意地向宇宙深处随意传播信息，同时信号在广阔的宇宙间传播需要非常长的时间，这意味着，任何信号捕获到的或没有捕获到的都是来自遥远的过去。

### 直接的探索

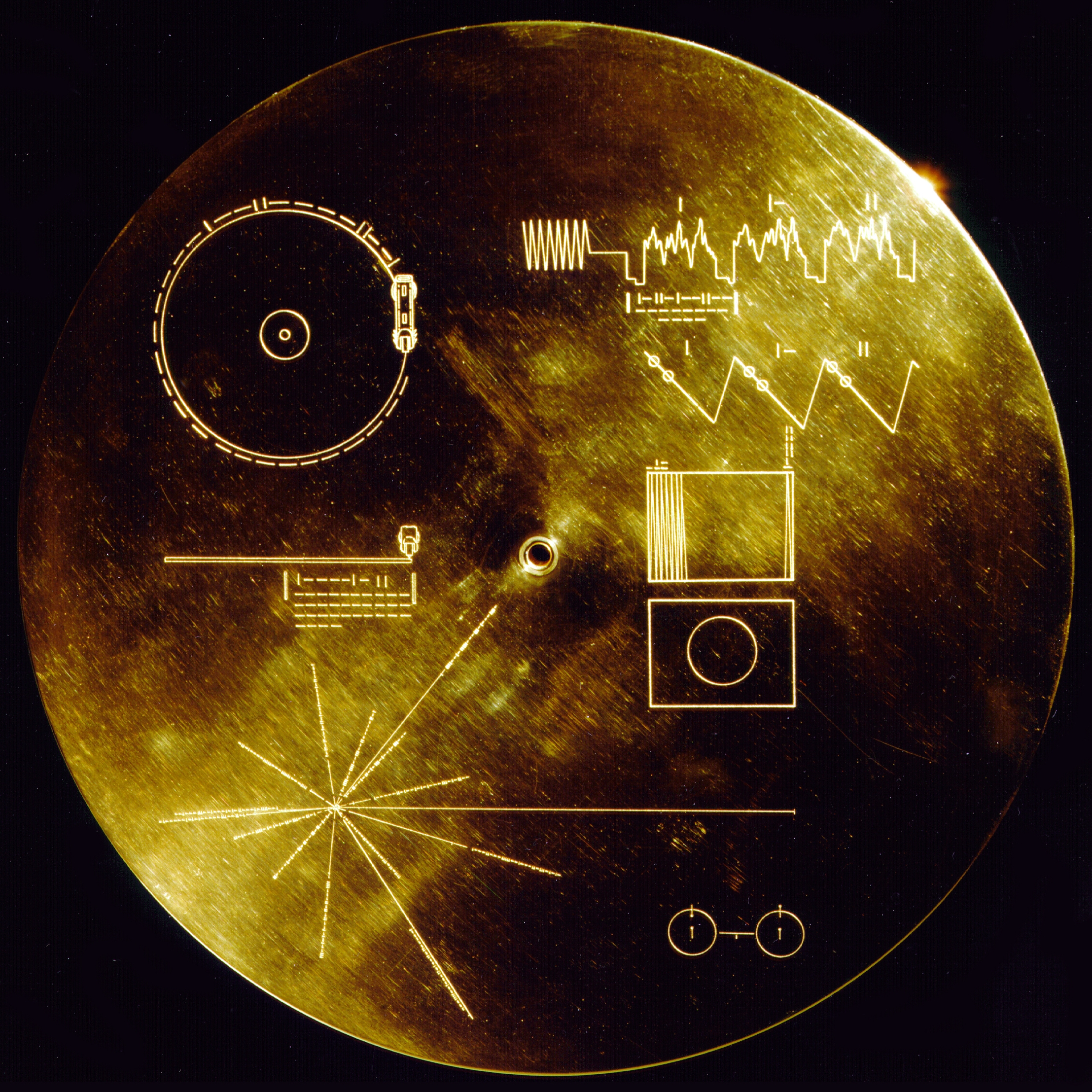
旅行者金唱片的两个拷贝之一。另一份跟随旅行者1号于1977年9月5日发射至太空。

1975年，美国国家航空航天局发射的海盗号便携带了探测火星土壤中生命的实验装置，其进行的标记释放实验可能检测到了火星土壤中的有机物质。大多数科学家相信此结果由非生物化学反应导致，但一个国际科学家小组在2012年4月12日发布研究结果称，基于对海盗号标记释放实验复杂度分析的数学推导，建议探测“火星上现存的微生物”。早在20世纪70年代初期，美国国家航空航天局发射的先驱者10号和先驱者11号上就携带了刻有人类信息的镀金铝板。1977年9月5日发射的旅行者1号探测器也携带了一张铜质镀金唱片，内容包括有关地球的信息、用55种人类语言录制的问候语和各类音乐，旨在向外星人表达人类的问候。当前旅行者1号位于太阳系的边缘，即将进入星际空间。2003年6月10日和7月7日，美国国家航空航天局分别发射了勇气号和機會號火星探测器，其目标是探测火星上水存在的可能性、分析火星岩石和土壤的成份、评估火星是否适合生命生存等。这两个双胞胎探测器均在2004年1月在火星成功着陆。在2011年11月26日发射的好奇号火星探测器也在2012年8月6日成功登陆火星，用于评估火星上是否存在过适合微生物生存的环境。

### 间接的探索
1960年，天文学家法兰克·德雷克在美国国家无线电天文台使用位于西维吉尼亚的绿堤望远镜进行了著名的奥兹玛计划，探测目标是波江座的天苑四和鲸鱼座的天仓五，其实验的目的是通过无线电波搜寻邻近太阳系的生物标志信号。1974年11月16日，阿雷西博射電望遠鏡向距離地球25,000光年的球狀星團M13發射一個稱為「阿雷西博信息」的訊息，希望可以和外星人聯繫。1977年SETI使用巨耳无线电望远镜收到了著名的Wow!訊號。为了纪念奥兹玛计划实施50周年，2010年11月开始进行的多萝西计划，其探测目标除了奥兹玛计划的两颗恒星之外，还包括HD 69830、巨蟹座55和格利泽581，这些恒星系统都被认为是具有在宜居带的行星。
1984年，加州柏克萊大學正式發起搜寻地外文明计划，计划使用射电望远镜来监听太空中的窄带无线电讯号，并用超级计算机分析这些信号。1999年5月17日，SETI@home项目开始正式运行，该项目利用全世界互联网上的闲置计算机，对收集到的海量数据进行运算。
1959年，美国物理学家弗里曼·戴森提出了戴森球的构想，他认为任何技术文明在发展足够长时，对能量的日益增长的需求最终会膨胀到建立起收集恒星能量输出的戴森球结构。戴森球系统的存在会改变恒星系统的光谱，从而能在星际距离上被探测到。也有人猜想，非常先进的文明可能会制造黑洞来作为能量来源或处理废弃物。因此，他们建议观察小于3.5倍太阳质量的黑洞。理论上自然产生黑洞的质量下限可能会是外星文明的证据。

### 存在可能性

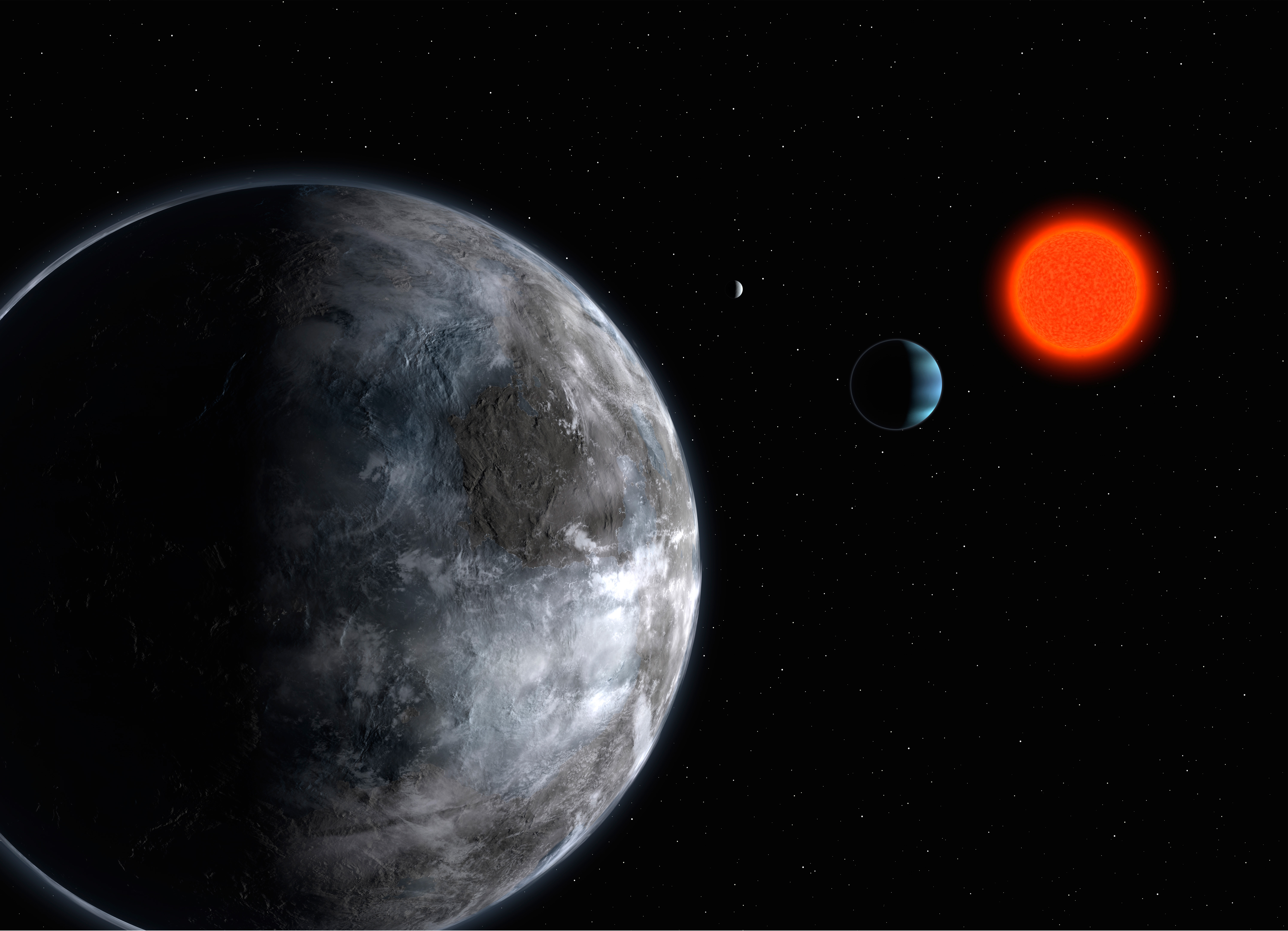
艺术家笔下的格利泽581c（前）、格利泽581b（中）、格利泽581d（后）以及它们的母恒星格利泽581。

科学家认为生命可能曾经存在过或者依然存在的地方包括金星、火星、木星的卫星（如木卫二、木衛六）、土星的卫星（如土卫六和土卫二）。除了太阳系的行星和卫星之外，科学家在太阳系外也找到了数十颗位于宜居带太阳系以外的行星（如格利泽581c、g和d）。科学家保守估计每两颗恒星中就有一颗拥有行星，每200颗行星中就有一颗位于宜居地带。
2007年4月24日，智利拉西拉天文台的科学家称发现了格利泽581c。它刚好运行于距离地球20.5光年外的红矮星格利泽581的宜居带。人们最初认为这个行星上可能存在液态水，但在德国气候影响研究所进行的计算机模拟过程中发现，它大气层中的二氧化碳和甲醛会引发所谓的“失控的温室效应”。这会将这个星球加热直至超过水的沸点，因此发现生命的希望变得渺茫。根据温室模型的推断，科学家们开始把注意力转向刚好位于恒星宜居带外围的格利泽581d。2007年5月29日，美联社发表了一篇报道称，科学家发现了28个新的太阳系外行星，其中之一与海王星有很多相似之处。2011年5月，法国国家科研中心的研究员预言格利泽581d有能力支撑生命。它在格利泽星系中的位置使得水可以以液态形式存在，并且它体积大到可以支撑一个稳定的二氧化碳大气层。同时它的温度适宜，能生产大海、云层以及降雨。2011年12月，美国航空航天局证实600光年之外的开普勒-22b半径为地球的2.4倍，是潜在的最接近地球大小和温度的系外行星。
自1992年以来，已经发现数百颗太阳系外行星。截至2013年6月14日，太阳系外行星百科记录了891颗太阳系外行星（695个行星系统，133个多行星系统），其中小的行星与地球大小类似，而大的行星比木星还大。预计在未来几年内，发现系外行星的数量会大大增加。因为开普勒太空望远镜在确定一个候选行星之前，必须观察三次系外行星掩恒星，这是迄今唯一能够辨认出绕恒星相对速度极快行星的方法。这项任务将至少持续到2016年，预计期间会发现许多系外候选行星。尽管成就不俗，开普勒太空望远镜所使用的掩星法需要观察者的视线与行星轨道有一个小的角度。这使得探测到遥远恒星的地球版大小和轨道半径的行星的概率只有0.47%。因此目前我们所能探测到的行星数量只是星系中的一小部分。

## 历史观点

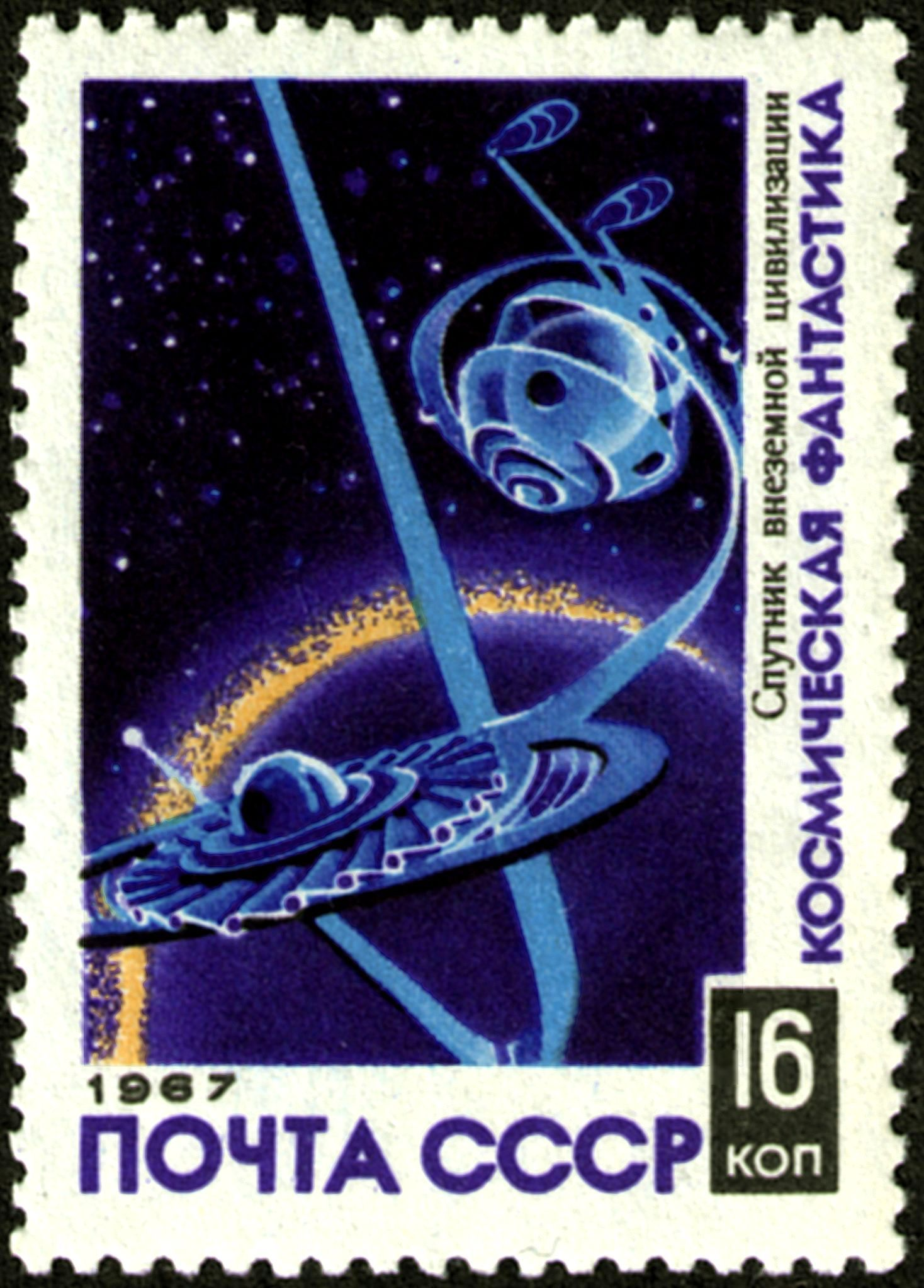
1967年苏联发行的16戈比邮票，绘制的是一个想象中外星文明发射的卫星。

### 中古时期
在古时候，认为宇宙是由很多居住着其他智慧生命形式的世界组成的观点是很普遍的，但是这里的“世界”是神话意义上的，并不是现在说的基于以太阳为中心的太阳系，或者太阳只是无数星星中的一颗这个意义上的世界。如印度教宇宙论中的14个世界、古代北欧神话中的9个世界等。
宇宙是由多个世界组成的观点在经典希腊哲学、在后来的基督教神学和犹太教神学里都可以找到。系统地阐述了宇宙充满了其它的行星，因此可能存在外星生命的早期重要思想家有公元前7到6世纪的希腊作家泰勒斯和他的学生阿那克西曼德。希腊的原子论学者像伊壁鸠鲁继承了这种观点，认为一个无穷的宇宙理应具有无限的充满生命的世界。尽管古希腊天文学家把外星生命的论述作为重要的工作，但是以地心说为基础的宇宙更看重地球及地球生命，这使得外星生命的哲学显得没那么必要。
犹太法典里写着至少有18,000个其它的世界，虽然没有提供具体的对这些世界的自然物理或精神的描述，但是基于此，18世纪的契约书提出外星生命是存在的，并可能具有智慧；并说明我们不应该期待外星生命跟地球生命有任何相似之处。印度教相信生命无尽的轮回，这结果便是多个世界的存在以及它们互相间具有一定的联系（सम्पर्क，sampark，意为"接触"，Mahasamparka，意为"伟大的接触"）。根据印度教的典籍，有无数的宇宙来满足无数生命实体的不同欲望。但是这种宇宙结构的目的是为了将走上迷途的灵魂带回正确的人生轨道。除了这些无数的物质世界，同样有无数的精神世界，它们是为纯洁的灵魂准备的。物质世界里的精神领袖，圣人以及有大智慧的人会得到这些纯洁的灵魂的指引和帮助，进入这些精神世界而不朽。伊斯兰教的《古兰经》中“真主创造了七层天，和同样层数的大地”表明多个世界的存在，因此也就有可能存在外星生命。
在基督教传到西方时，托勒密体系已经被广泛地接受，但教会没有发表过对外星生命的正式的声明，认为外星生命存在的观点被教会视为异端。法国主教坦姆皮埃尔曾在1277年提出过不同于亚里士多德的一个观点：“（万能的）上帝可能创造了不只一个的世界”。值得注意的是，德国天文学家库斯的尼古拉斯主教猜测太阳和月亮上有可能存在生命。

### 近代早期
随着望远镜的发明及哥白尼对地心说的攻击，人们的思想有了巨大的改变。一旦了解到地球只不过是宇宙无数星球中的一个，外星生命存在的观点开始在主流科技界流行起来，其中最知名的拥护者是意大利的哲学家布鲁诺。他在16世纪认为在一个无限的宇宙中每个星星都有自己的行星系统环绕，这些世界并不比地球差，也如地球一般拥有动物和居民。17世纪初，捷克天文学家赖塔的安东玛利亚雪利奥斯沉思到：“如果木星上有居民的话，它们一定比地球上的居民更大，也更漂亮”。
随着科学技术发展的加速，外星生命有可能存在的猜想被广泛传播。天王星的发现者威廉·赫歇尔是18至19世纪中相信太阳系或其他星系中存在外星生命的众多天文学家中的一员。其他同时期的拥护多元宇宙的知名人士包括伊曼努尔·康德和本杰明·富兰克林。在启蒙时代的高峰时期，甚至太阳和月亮也被当成了外星生命聚居的候选地。

### 19世纪
从19世纪30年代开始，摩门教教徒相信上帝创造了并将创造诸多有人类生活的类地星球。他们认为这些星球上的人都是上帝的子嗣。耶稣基督后期圣徒教会的创立者约瑟·斯密说，上帝通过神启向摩西传达这个信息，摩西所写的《创世纪》针对的只是“我们的”地球。并没有官方的教义揭示这些宜居行星的位置或共性。
19世纪末期，随着一些人通过望远镜对“火星运河”的观测，火星存在海洋、陆地，甚至生命的猜想开始流行起来。不过这很快被证实只不过是光学假象。尽管如此，美国天文学家帕西瓦尔·罗威尔在1895年和1906年分别发表了《火星》和《火星和它的运河》，他认为这些运河是一个早已消失的文明的遗迹。这个观点引发了英国作家赫伯特·乔治·威尔斯在1897年写了《星际战争》，讲述了一个火星人由于自己星球过于干燥而逃离那里並入侵地球的故事。1894年，在经过对火星大气仔细的光谱分析之后，美国天文学家威廉·华莱士·坎贝尔揭示了火星大气层既没有水也没有氧气。到了1909年，通过更先进的望远镜以及对火星在近地点冲时的观测，最终终结了运河理论。
1870年，法国科幻小说家凡尔纳借其小说《环绕月球》中人物之口，认为月球缺乏大气和海洋、植被有限、冷热突变及昼夜过长，不适合“月球人”居住。

### 20世纪

阿雷西博信息是一个发往M13的数字信号，被广泛认为是尝试与外星人联系的象征。

1938年，哥伦比亚广播公司播出了改编自威尔斯的世界大战的广播剧火星人入侵地球导致了许多人的愤怒，因为它让许多听众误认为地球正在遭受火星人的侵略。在1947年发生的罗斯威尔飞碟坠毁事件之后，伴随着一股UFO报告的浪潮，关于外星人存在的阴谋论在20世纪40年代至50年代的太空时代开始的美国广为传播。1947年肯尼思·阿诺德UFO目击事件中“飞碟”的名称在世界各地广泛流传后，蓝皮书计划的首任负责人爱德华·鲁佩尔特上尉创造并使用了UFO这个名称，以替代具有误导性的“飞碟”一词。1982年公开的Majestic 12文件披露，美国政府在1940年代对UFO阴谋论的确存在兴趣。
1970年代开始，UFO已经与超自然现象、新纪元运动、地球秘密、反常现象等联系在一起成为边缘信仰的一部分。许多UFO宗教在50年代至70年代对UFO的信仰激增期间发展起来，有一些诸如科学教（1952年创立）、雷尔运动（1974年创立）当前依旧活跃。认为"外星人（古代太空人）曾经在遥远的过去访问地球，并留下古代文明的痕迹"的“史前接触”的概念，在20世纪的科幻文学中开始出现，如20世纪早期的小说克苏鲁的呼唤（1926）。在艾利希·冯·丹尼肯的诸神的战车（1968）里，这个概念开始成为飞碟学亚文化中一个值得注意的领域。在1960至1970年代的美国，外星人绑架的事件变得广为人知。
在科学领域，1960年代彻底排除了月球上存在外星生命的可能性。1970年代之后，自从探测器拜访了太阳系中潜在存在生命的地方，太阳系的绝大多数其他星体上不存在高度发达生命的事实已经很清楚了，但原始生命是否存在仍然是个疑问。1980年，卡尔·萨根、布鲁斯·穆雷、路易斯·弗里德曼组建了行星学会，其在1980年代部分担当了SETI宣传媒介的作用，1990年代开始一直持续、系统地搜集地外生命发出的无线电信号。
20世纪90年代早期，NASA参与了SETI研究，并进行了一些目标搜寻和巡天计划。之后，内华达州的理查德·布莱恩参议员削减了该项目的经费，自那以后再也没有类似的搜寻计划出现。

### 最近的历史
SETI计划数十年来都没有探测到智慧生命发出的无线电信号，它的失败至少部分地使太空时代弥漫的乐观情绪蒙上一层阴影。尽管如此，对外星生命的信仰依旧在伪科学、阴谋论和流行民间传说里流传。不过，SETI并不是一个持续的、专门的计划，而是尽可能利用它所能利用的人力和资源进行探索。此外，SETI计划只在任意的时间搜索一个有限的频率。
用美国天文学家弗兰克·德雷克的话：“我们肯定的是，天空中并没有布满大功率的微波发射器”。德雷克指出，先进技术文明完全可以通过比微波更加便捷传输方式来进行交流。同时，空间探测器和探测方法上的巨大进步，使得科学可以开始描绘其他世界的宜居准则，虽然外星人是否存在仍是个疑问，但至少得以确认其他行星的数量巨大。
1989年，澳大利亚籍法国人米歇·戴斯马克特出版了一个本题为《海奥华预言》的书。这本书讲述了作者被外星人邀请到其星球做客的经历。老高等十多名博主对此书给予了背书，但有一位博主认为此书带有一定种族歧视的暗示
2000年，地质和古生物学家彼得·D·沃德和天体生物学家唐纳德·E·布朗利出版了一本题为《地球殊异：为何复杂生命在宇宙中并不普遍？》的书。这本书讨论了地球殊异假说。他们认为类地球生物在宇宙中是罕见的，而细菌类的生命是普遍的；其他行星上生命进化并不一定与类地球生物一致（如DNA和碳）。
在主流科学界，对地外初等生命存在的可能性的争议则小许多。虽然当前没有直接证据表明这类生命的存在，但科学家已经给出初等火星生命存在的间接证据，然后这些证据到底能够得出何种结论依然在讨论之中。
对于外星人是否存在，天主教会还没有做出过正式的裁决，但天文学家、梵蒂冈天文台主任José Gabriel Funes神父于2008年5月在接受圣座半官方报纸《罗马观察报》采访时说，上帝创造的智慧生命可能存在于外太空。

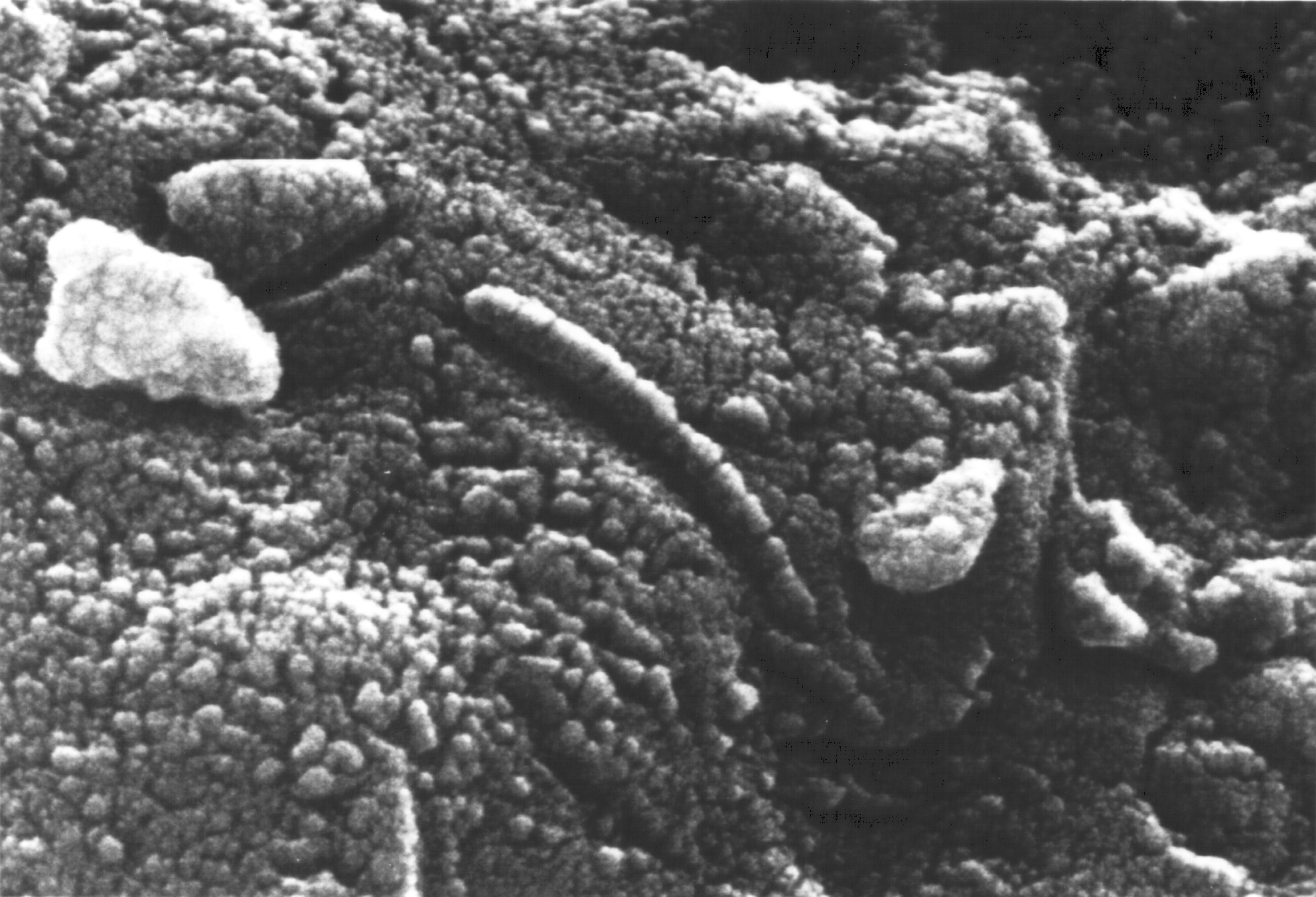
电镜拍摄的火星陨石ALH84001，一些科学家认为照片中显示的可能是化石化的细菌形式的生命体。

2011年，天体生物学家理查德·胡佛在阿拉巴马州的马歇尔太空飞行中心声称其在CI1陨石上发现了类似蓝藻门光合细菌的丝状和其他结构，这可能就是外星生命的微化石。但是，NASA正式表示与该声明保持距离。2012年，爱尔兰天文学家Eamonn Ansbro宣称他的研究揭开了外星生命活动的证据。
2015年7月20日，英國物理學家史蒂芬·霍金和俄羅斯物理學家富翁尤里·米爾納以及SETI研究所宣布了名為“突破性倡議”的資金雄厚的计划，以擴大尋找外星生命的努力。該小組與美國西弗吉尼亞州的100米綠堤望遠鏡和澳大利亞新南威爾士州的64米帕克斯望遠鏡簽訂了服務合同。
阿雷西博望远镜向外星生命发射了信讯息。寻找外星人的方法：1：监听来自宇宙的信号 2：积极发展太空电梯。不要进行打架好好发展我们的技术。（指地球）。
2023年9月12日，墨西哥议会首次召开与“不明异常现象”相关的公开听证会，两具被认为疑似是“外星生物”的遗骸亮相。

## 影响与应对
史蒂芬·霍金、西蒙·莫里斯等诸多科学家，包括许多SETI计划的领军人物都认为人类与外星生物的接触存在着巨大的风险。若外星人出现在地球，即意味着他们掌握了能够穿过太空的技术，他们的军事技术将远远超过人类，人类的任何抵御都将毫无效果，这可能使地球沦为殖民地。这种概率即使很小，但是一旦出现会给人类带来极大的风险，人类应该采取一切可能的措施，避免与外星人接触。不过也有科学家不赞同这种观点。他们认为外星智慧生命的科技可能要比人類發達得多，没有必要侵略人类。主动搜寻地外文明计划的发起者、天文学家亚历山大·扎伊采夫假设了一种与外星人接触的最坏情形“达斯·维达情形”。在美国宇航局和宾夕法尼亚州立大学共同进行的一项研究中，科学家详细论述了各种与外星人首次接触的情形。
尽管没有任何公开的、直接的证据表明外星生命的存在，科学家还是对这个问题抱着谨慎的态度。例如阿波罗计划中的阿波罗11号、阿波罗12号以及阿波罗14号从月球返回的宇航员和月球标本都被送往月球物质回收和回归宇航员检疫实验所进行隔离检疫，以减轻返回污染带来的风险。2010年9月《星期日泰晤士报》报道，联合国外层空间事务办公室将负责人类首次与外星生命接触事宜，但该办公室负责人否认了上述说法。世界经济论坛在2013年1月8日发布的《2013年全球风险报告》中把“发现外星生命”当作一个值得进一步研究的新问题而进行了重点讨论。报告认为如果证明宇宙其他地方存在生命，将对人类的认知体系产生深刻的心理影响。

### 引用
1. ↑  . 2010-04-27  [2012-08-13]. （原始内容存档于2013-06-16）.
2. ↑  . 2011-01-24  [2012-08-14]. （原始内容存档于2014-04-13） （中文）.
3. ↑  . 2010-05-17  [2012-08-13]. （原始内容存档于2013-06-15）.
4. ↑  . 2011-01-12  [2012-08-14]. （原始内容存档于2011-09-11） （中文）.
5. ↑   (PDF). NSA.   [2021-08-18]. （原始内容存档 (PDF)于2021-07-09）. Sir Bernard Lovell, one of the world's leading radio astronomers, has calculated that, even allowing for a margin of error of 5000%, there must be in our own galaxy about 100 million stars which have planets of the right chemistry, dimensions, and temperature to support organic evolution.
6. ↑  . NSA.   [2021-08-18]. （原始内容存档于2021-08-23）.
7. ↑  . NSA.   [2021-08-18]. （原始内容存档于2021-08-13）.
8. ↑  John Pickrell. . New Scientist. 4 September 2006  [2011-02-18]. （原始内容存档于2011-02-25）.
9. ↑  Sharov, Alexei A.; Gordon, Richard.  (PDF). arXiv. 28 March 2013  [16 April 2013]. arXiv:1304.3381v1 . （原始内容存档 (PDF)于2013-07-05）.
10. ↑  Sharov, Alexei A. . Biology Direct. 12 June 2006, 1: 1–17. PMC 1526419 . doi:10.1186/1745-6150-1-17.
11. ↑  . seds.lpl.arizona.edu@web.archive.org.   [2013-05-19]. （原始内容存档于2010-04-05）.
12. ↑  . universetoday.com.   [2013-06-19]. （原始内容存档于2014-02-03）.
13. ↑  . imagine.gsfc.nasa.go.   [2010-02-01]. （原始内容存档于2012-07-11）.
14. ↑  Marcy, G.; Butler, R.; Fischer, D.;  et al. . Progress of Theoretical Physics Supplement. 2005, 158: 24–42  [2017-12-11]. Bibcode:2005PThPS.158...24M. arXiv:astro-ph/0505003 . doi:10.1143/PTPS.158.24. （原始内容存档于2008-10-02）.
15. ↑  .   [2010-02-01]. （原始内容存档于2012-07-05） （德语）.
16. ↑  Sebastian von Hoerner. . München. 2003: 151–152. ISBN 978-3-406-49431-4, S.
17. ↑  . daviddarling.info.   [2010-02-01]. （原始内容存档于2010-08-18）.
18. ↑  Jack Cohen and Ian Stewart. . John Wiley and Sons, Inc., Hoboken, NJ. 2002. Chapter 6, What does a Martian look like?
19. ↑  Alexander, Amir. .   [2013-06-17]. （原始内容存档于2012-03-04）.
20. ↑  Sagan, Carl. . Anchor Books (Anchor Press / Doubleday). 1973: 47.
21. ↑  . The Telegraph. 2012-09-11  [2012-09-12]. （原始内容存档于2012-09-13） （英语）.
22. ↑  . 新华网. 2012-07-10  [2012-09-12] （中文）.
23. ↑  Mix, Lucas John. . Harvard University Press. 2009: 76  [2011-08-08]. ISBN 0-674-03321-3. （原始内容存档于2013-06-04）.
24. ↑  Pace, NR.  (PDF). Proceedings of the National Academy of Sciences of the United States of America. 2001, 98 (3): 805–8  [2013-06-20]. Bibcode:2001PNAS...98..805P. PMC 33372 . PMID 11158550. doi:10.1073/pnas.98.3.805. （原始内容存档 (PDF)于2016-09-10）.
25. ↑  Early Archaean Microorganisms Preferred Elemental Sulfur, Not Sulfate （页面存档备份，存于） Science AAAS, by Philippot, et al., (14 September 2007)
26. ↑  J.B.S. Haldane. . New Biology. 1954, 16: 12–27. cited in Darling, David. .   [2012-10-01]. （原始内容存档于2012-10-18）.
27. ↑  . NASA. 2 April 1998  [12 February 2011]. （原始内容存档于2021-10-03）.
28. ↑  Dyches, Preston; Chou, Felcia. . NASA. 7 April 2015  [8 April 2015]. （原始内容存档于2015-04-10）.
29. ↑  Hays, Lindsay (编).  (PDF). NASA: 65. 2015  [12 October 2017]. （原始内容 (PDF)存档于22 December 2016）.
30. ↑  Offord, Catherine. . The Scientist Magazine. 30 September 2018  [2019-04-02]. （原始内容存档于2022-01-20） （英语）.
31. ↑  Wilke, Carolyn. . The Scientist Magazine. 11 December 2018  [2019-04-02]. （原始内容存档于2021-11-10） （英语）.
32. ↑  Summons, Roger E.; Amend, Jan P.; Bish, David; Buick, Roger; Cody, George D.; Des Marais, David J.; Dromart, Gilles; Eigenbrode, Jennifer L.;  et al.  (PDF). Astrobiology. 2011, 11 (2): 157–81  [2021-11-15]. Bibcode:2011AsBio..11..157S. PMID 21417945. doi:10.1089/ast.2010.0506. hdl:1721.1/66519 . （原始内容存档 (PDF)于2021-11-11）. There is general consensus that extant microbial life on Mars would probably exist (if at all) in the subsurface and at low abundance.
33. ↑  Michalski, Joseph R.; Cuadros, Javier; Niles, Paul B.; Parnell, John; Deanne Rogers, A.; Wright, Shawn P. . Nature Geoscience. 2013, 6 (2): 133–8. Bibcode:2013NatGe...6..133M. doi:10.1038/ngeo1706.
34. ↑  . Phoenix Mars Mission. The University of Arizona.   [6 June 2013]. （原始内容存档于2013-10-02）. If any life exists on Mars today, scientists believe it is most likely to be in pockets of liquid water beneath the Martian surface.
35. 1 2 3 4  Tritt, Charles S. . Milwaukee School of Engineering. 2002  [10 August 2007]. （原始内容存档于9 June 2007）.
36. 1 2  Kargel, Jeffrey S.; Kaye, Jonathan Z.; Head, James W.; Marion, Giles M.; Sassen, Roger;  et al. . Icarus. November 2000, 148 (1): 226–265  [2021-11-15]. Bibcode:2000Icar..148..226K. doi:10.1006/icar.2000.6471. （原始内容存档于2020-07-31）.
37. 1 2 3  Schulze-Makuch, Dirk; Irwin, Louis N.  (PDF). Departments of Geological and Biological Sciences, University of Texas at El Paso. 2001  [21 December 2007]. （原始内容 (PDF)存档于3 July 2006）.
38. ↑  Reuell, Peter. . Harvard Gazette. 2019-07-08  [2019-09-29]. （原始内容存档于2020-04-25） （美国英语）.
39. ↑  O'Leary, Margaret R. . iUniverse. 2008. ISBN 978-0-595-49596-2.
40. ↑  Berzelius, Jöns Jacob. . Annalen der Chemie und Pharmacie. 1834, 10: 134–135.
41. ↑  Thomson, William. . Nature. August 1871, 4 (92): 261–278. Bibcode:1871Natur...4..261.. PMC 2070380 . doi:10.1038/004261a0. We must regard it as probably to the highest degree that there are countless seed-bearing meteoritic stones moving through space.
42. ↑  Demets, René. . Astrobiology. October 2012, 12 (10): 946–950. Bibcode:2012AsBio..12..946D. PMID 23078643. doi:10.1089/ast.2011.0790.
43. ↑  Arrhenius, Svante. . trans. H. Borns. Harper & Brothers. March 1908. OCLC 1935295.
44. ↑  Hoyle, Fred; Wickramasinghe, Chandra; Watson, John.  (PDF). University College Cardiff Press. 1986  [2021-11-15]. Bibcode:1986vfsr.book.....H. ISBN 978-0-906449-93-6. （原始内容 (PDF)存档于2016-10-18）.
45. ↑  Crick, F. H.; Orgel, L. E. . Icarus. 1973, 19 (3): 341–348. Bibcode:1973Icar...19..341C. doi:10.1016/0019-1035(73)90110-3.
46. ↑  Orgel, L. E.; Crick, F. H. . FASEB Journal. January 1993, 7 (1): 238–239  [2021-11-15]. PMID 7678564. S2CID 11314345. doi:10.1096/fasebj.7.1.7678564. （原始内容存档于2021-11-11）.
47. ↑  Hall, Shannon. . The New York Times. 24 March 2020  [26 March 2020]. （原始内容存档于2020-03-27）.
48. ↑  Roddriquez, J. Alexis P.;  et al. . Scientific Reports. 16 March 2020, 10 (4737): 4737. Bibcode:2020NatSR..10.4737R. PMC 7075900 . PMID 32179758. doi:10.1038/s41598-020-59885-5 .
49. ↑  Redd, Nola Taylor. . Space.com. 2012-11-17  [2020-01-28]. （原始内容存档于2022-02-10） （英语）.
50. ↑  Clark, Stuart. . New Scientist. 26 September 2003  [30 December 2015]. （原始内容存档于2015-05-16）.
51. ↑  Redfern, Martin (25 May 2004). "Venus clouds 'might harbour life'" （页面存档备份，存于）. BBC News. Retrieved 30 December 2015.
52. ↑  Dartnell, Lewis R.; Nordheim, Tom Andre; Patel, Manish R.; Mason, Jonathon P.;  et al. . Icarus. September 2015, 257: 396–405. Bibcode:2015Icar..257..396D. doi:10.1016/j.icarus.2015.05.006.
53. ↑  . The Daily Galaxy. 2 June 2012  [22 May 2016]. （原始内容存档于28 October 2017）.
54. ↑  . European Space Agency. 24 June 2010  [22 May 2016]. （原始内容存档于2018-12-05）.
55. ↑  Atkinson, Nancy. . Universe Today. 24 June 2010  [22 May 2016]. （原始内容存档于2019-03-28）.
56. ↑  Bortman, Henry. . Space.com. 26 August 2004  [22 May 2016]. （原始内容存档于2016-03-04）.
57. ↑  Greaves, Jane S.;  et al. . Nature Astronomy. 14 September 2020, 5 (7): 655–664  [14 September 2020]. Bibcode:2020NatAs.tmp..178G. S2CID 221655755. arXiv:2009.06593 . doi:10.1038/s41550-020-1174-4. （原始内容存档于2020-09-14）.
58. ↑  Stirone, Shannon; Chang, Kenneth; Overbye, Dennis. . The New York Times. 14 September 2020  [14 September 2020]. （原始内容存档于2020-09-14）.
59. ↑  Johnson, J. C.; Johnson, P. A.; Mardon, A. A. . LPI Contributions. November 2020, 2356 (2356): 8024  [2021-11-15]. Bibcode:2020LPICo2356.8024J. ISSN 0161-5297. （原始内容存档于2021-11-15） （英语）.
60. ↑  see Moon in fiction for many examples
61. ↑  . Munn & Company. 1878-07-20: 36  [2021-11-15]. （原始内容存档于2021-07-09） （英语）.
62. ↑  Livio, Mario. . Nature. 15 February 2017, 542 (7641): 289–291. Bibcode:2017Natur.542..289L. PMID 28202987. S2CID 205092694. doi:10.1038/542289a .
63. ↑  . Washington State University. 23 July 2018  [22 August 2020]. （原始内容存档于2021-09-07）.
64. ↑  Schulze-Makuch, Dirk; Crawford, Ian A. . Astrobiology. 2018, 18 (8): 985–988. Bibcode:2018AsBio..18..985S. PMC 6225594 . PMID 30035616. doi:10.1089/ast.2018.1844.
65. ↑  . Center for Astrophysics (Harvard & Smithsonian).   [2021-01-28]. （原始内容存档于2021-01-28）.
66. ↑  Loff, Sarah. . nasa.gov. NASA. 1 February 2019  [26 March 2021]. （原始内容存档于2022-03-07）.
67. ↑  Wong, Sam. . New Scientist. 15 January 2019  [26 March 2021]. （原始内容存档于2022-03-12）.
68. ↑  Virk, Kameron. . BBC. 7 August 2019  [26 March 2021]. （原始内容存档于2022-03-01）.
69. ↑  Smith, Kimberly; Anderson, James. . nasa.gov. NASA. 15 July 2019  [26 March 2021]. （原始内容存档于2021-10-14）.
70. ↑  Ojha, L.; Wilhelm, M. B.; Murchie, S. L.; McEwen, A. S.; Wray, J. J.; Hanley, J.; Massé, M.; Chojnacki, M. . Nature Geoscience. 2015, 8 (11): 829–832. Bibcode:2015NatGe...8..829O. doi:10.1038/ngeo2546.
71. 1 2 3  . News.discovery.com. 8 June 2010  [13 June 2012]. （原始内容存档于2012-10-22）.
72. ↑  Baldwin, Emily. . Skymania News. 26 April 2012  [27 April 2012]. （原始内容存档于2012-05-28）.
73. ↑  de Vera, J.-P.; Kohler, Ulrich.  (PDF). European Geosciences Union. 26 April 2012  [27 April 2012]. （原始内容 (PDF)存档于4 May 2012）.
74. ↑  Chang, Kenneth. . The New York Times. 9 December 2013  [9 December 2013]. （原始内容存档于2013-12-09）.
75. ↑  . Science. 9 December 2013  [9 December 2013]. （原始内容存档于2014-01-28）.
76. 1 2  Grotzinger, John P. . Science. 24 January 2014, 343 (6169): 386–387. Bibcode:2014Sci...343..386G. PMID 24458635. doi:10.1126/science.1249944 .
77. ↑  . Science. 24 January 2014, 343 (6169): 345–452  [24 January 2014]. （原始内容存档于2014-01-29）.
78. ↑  . Science. 24 January 2014  [24 January 2014]. （原始内容存档于2014-01-28）.
79. ↑  Grotzinger, J. P.;  et al. . Science. 24 January 2014, 343 (6169): 1242777. Bibcode:2014Sci...343A.386G. CiteSeerX 10.1.1.455.3973 . PMID 24324272. S2CID 52836398. doi:10.1126/science.1242777.
80. ↑  Küppers, M.; O'Rourke, L.; Bockelée-Morvan, D.; Zakharov, V.; Lee, S.; Von Allmen, P.; Carry, B.; Teyssier, D.; Marston, A.; Müller, T.; Crovisier, J.; Barucci, M. A.; Moreno, R. . Nature. 23 January 2014, 505 (7484): 525–527. Bibcode:2014Natur.505..525K. ISSN 0028-0836. PMID 24451541. S2CID 4448395. doi:10.1038/nature12918.
81. ↑  Campins, H.; Comfort, C. M. . Nature. 23 January 2014, 505 (7484): 487–488. Bibcode:2014Natur.505..487C. PMID 24451536. S2CID 4396841. doi:10.1038/505487a .
82. 1 2 3  . NASA Solar System Exploration.   [2020-01-29]. （原始内容存档于2019-04-21）.
83. ↑  O'Neill, Ian. . Universe Today. 5 March 2009  [30 January 2012]. （原始内容存档于2011-07-09）.
84. ↑  Catling, David C. . Oxford: Oxford University Press. 2013: 99. ISBN 978-0-19-958645-5.
85. ↑  Boyle, Alan. . NBC. 22 January 2014  [10 February 2015]. （原始内容存档于2021-11-12）.
86. ↑  Ponnamperuma, Cyril; Molton, Peter. . Space Life Sciences. January 1973, 4 (1): 32–44. Bibcode:1973SLSci...4...32P. PMID 4197410. S2CID 12491394. doi:10.1007/BF02626340.
87. ↑  Irwin, Louis Neal; Schulze-Makuch, Dirk. . Astrobiology. June 2001, 1 (2): 143–160. Bibcode:2001AsBio...1..143I. PMID 12467118. doi:10.1089/153110701753198918.
88. ↑  Dyches, Preston; Brown, Dwayne. . NASA. 12 May 2015  [12 May 2015]. （原始内容存档于2015-05-15）.
89. ↑  . NASA News. 12 March 2015  [15 March 2015]. （原始内容存档于2015-03-12）.
90. ↑  Clavin, Whitney. . NASA (Jet Propulsion Laboratory). 1 May 2014  [1 May 2014]. （原始内容存档于2020-01-31）.
91. ↑  Vance, Steve; Bouffard, Mathieu; Choukroun, Mathieu; Sotina, Christophe. . Planetary and Space Science. 12 April 2014, 96: 62–70. Bibcode:2014P&SS...96...62V. doi:10.1016/j.pss.2014.03.011.
92. ↑  . NASA. 1 May 2014  [2 May 2014]. （原始内容存档于2019-11-09）.
93. ↑  Chang, Kenneth. . The New York Times. 12 March 2015  [12 March 2015]. （原始内容存档于2018-07-11）.
94. ↑  Kuskov, O. L.; Kronrod, V. A. . Icarus. 2005, 177 (2): 550–569. Bibcode:2005Icar..177..550K. doi:10.1016/j.icarus.2005.04.014.
95. ↑  Showman, Adam P.; Malhotra, Renu.  (PDF). Science. 1999, 286 (5437): 77–84  [2021-11-15]. PMID 10506564. doi:10.1126/science.286.5437.77. （原始内容存档 (PDF)于2011-05-14）.
96. ↑  Hsiao, Eric.  (PDF). University of Victoria. 2004  [2021-11-15]. （原始内容 (PDF)存档于2014-01-11）.
97. ↑  Europa may be home to alien life （页面存档备份，存于）. Melissa Hogenboom, BBC News. 26 March 2015.
98. ↑  Atkinson, Nancy. . Universe Today. 2009  [18 August 2011]. （原始内容存档于2010-05-28）.
99. ↑  Plait, Phil. . Discover. Bad Astronomy Blog. 17 November 2011  [2021-11-15]. （原始内容存档于2012-04-09）.
100. ↑  . The University of Texas at Austin. 16 November 2011  [2021-11-15]. （原始内容存档于2013-12-18）.
101. 1 2  Cook, Jia-Rui C. . NASA. 11 December 2013  [11 December 2013]. （原始内容存档于2020-01-30）.
102. ↑  Wall, Mike. . Space.com. 5 March 2014  [15 April 2014]. （原始内容存档于2018-09-08）.
103. ↑  Clark, Stephen. . Spaceflight Now. 14 March 2014  [15 April 2014]. （原始内容存档于2014-04-16）.
104. 1 2  Than, Ker. . Space.com. 13 September 2005  [2021-11-15]. （原始内容存档于2021-11-12）.
105. 1 2  Britt, Robert Roy. . Space.com. 28 July 2006  [2021-11-15]. （原始内容存档于2021-11-12）.
106. 1 2  . 24 July 2006. （原始内容存档于29 September 2006）.
107. ↑  Coustenis, A.;  et al. . Experimental Astronomy. March 2009, 23 (3): 893–946. Bibcode:2009ExA....23..893C. doi:10.1007/s10686-008-9103-z .
108. ↑  Lovett, Richard A. . Nature. 31 May 2011  [3 June 2011]. doi:10.1038/news.2011.337. （原始内容存档于2011-10-06）.
109. ↑  Czechowski, L. . Geological Quarterly. 2018, 61 (1). doi:10.7306/gq.1401 .
110. ↑  . NASA/JPL. 2010  [6 June 2010]. （原始内容存档于29 June 2011）.
111. ↑  Strobel, Darrell F. . Icarus. 2010, 208 (2): 878–886. Bibcode:2010Icar..208..878S. doi:10.1016/j.icarus.2010.03.003.
112. ↑  McKay, C. P.; Smith, H. D. . Icarus. 2005, 178 (1): 274–276  [2021-11-15]. Bibcode:2005Icar..178..274M. doi:10.1016/j.icarus.2005.05.018. （原始内容存档于2021-03-09）.
113. ↑  Hoyle, Fred. . Enslow. 1982: 27–28. ISBN 978-0-89490-083-9. 
 Hoyle, Fred; Wickramasinghe, Chandra. . Simon & Schuster. 1984. ISBN 978-0-671-49263-2.
114. ↑  Hoyle, Fred. . Cardiff: University College, Cardiff Press. 1985.
115. ↑  Wickramasinghe, Chandra. . The Observatory. June 2011. Bibcode:2011Obs...131..130W.
116. ↑  Wesson, P. . Sp. Sci.Rev. 1–4. 2010, 156 (1–4): 239–252. Bibcode:2010SSRv..156..239W. S2CID 119236576. arXiv:1011.0101 . doi:10.1007/s11214-010-9671-x.
117. 1 2  Hussmann, Hauke; Sohl, Frank; Spohn, Tilman. . Icarus. November 2006, 185 (1): 258–273  [2021-11-15]. Bibcode:2006Icar..185..258H. doi:10.1016/j.icarus.2006.06.005. （原始内容存档 (PDF)于2015-08-31）.
118. ↑  Choi, Charles Q. . Astrobiology Magazine. 10 June 2010  [25 May 2013]. （原始内容存档于2014-01-16）.
119. ↑  . 新浪科技. 2011-01-11  [2012-09-11]. （原始内容存档于2013-06-16） （中文）.
120. ↑  谢懿. . 2008-11-14  [2012-09-11]. （原始内容存档于2012-07-18） （中文）.
121. ↑  Bianciardi, Giorgio; Miller, Joseph D.; Straat, Patricia Ann; Levin, Gilbert V. . IJASS. March 2012, 13 (1): 14–26  [15 April 2012]. Bibcode:2012IJASS..13...14B. doi:10.5139/IJASS.2012.13.1.14. （原始内容存档于2012年4月15日） （英语）.
122. ↑  Klotz, Irene. . DiscoveryNews. 12 April 2012  [2012-04-16]. （原始内容存档于2013-01-26） （英语）.
123. ↑  Jia-Rui Cook. . NASA. 2012-08-03  [2012-09-08]. （原始内容存档于2012-08-27） （英语）.
124. ↑  . NASA. 2012-08-29  [2012-09-10]. （原始内容存档于2012-09-08） （英语）.
125. ↑  . SETI.org.   [2013-05-19]. （原始内容存档于2013-08-29） （英语）.
126. ↑  . Nishi-Harima Astronomical Observatory.   [2013-05-19]. （原始内容存档于2013-05-07） （英语）.
127. ↑  . University of California.   [2012-09-08]. （原始内容存档于2012-09-09） （中文）.
128. ↑  Freemann J. Dyson. . Science. 1960, 131 (3414): 1667–1668  [2013-06-18]. PMID 17780673. doi:10.1126/science.131.3414.1667. （原始内容存档于2019-07-14）.
129. ↑  Ray Villard, "Super-Civilizations Might Live Off Black Holes" （页面存档备份，存于）, "Discovery News"
130. ↑  Redfern, Martin. . BBC News. 2004-05-25  [2007-12-05]. （原始内容存档于2007-02-22） （英语）.
131. ↑  . 國家地理頻道.   [2013年6月16日]. （原始内容存档于2015年7月6日） （中文）.
132. ↑  von Bloh; Bounama; Cuntz; Franck. . 2007. arXiv:0705.3758  [astro-ph]. cite arXiv模板填写了不支持的参数 (帮助)
133. ↑  . 搜狐科学. 2011-03-31  [2012-09-07]. （原始内容存档于2013-06-15） （中文）.
134. ↑  Than, Ker. . USA Today. 2007-06-18  [2010-05-02]. （原始内容存档于2015-06-17）.
135. ↑  . BBC News. 2007-05-29  [2010-05-02]. （原始内容存档于2010-01-06）.
136. ↑  View all 26 comments Leave a comment. . Newser.com. 2011-05-18  [2012-06-13]. （原始内容存档于2012-05-12）.
137. ↑  . BBC. 2011-12-05  [5 December 2011]. （原始内容存档于2019-08-27）.
138. ↑  . NASA Press Release. 12/5/2011  [2013-06-18]. （原始内容存档于2012-01-14）.
139. ↑  Schneider, Jean. . 太阳系外行星百科. 10 September 2011  [2012-01-30]. （原始内容存档于2012-07-05）.
140. ↑  Mike Wall, "NASA's Kepler Observatory to continue hunt for strange new worlds"[], "The Christian Science Monitor"
141. ↑  "Kepler: A Search for Habitable Planets" （页面存档备份，存于）, "NASA Ames Research Center"
142. ↑  . Stanford Solar Center.   [2012-08-15]. （原始内容存档于2017-07-10）.
143. ↑  . ohr.edu.   [2011-04-29]. （原始内容存档于2011-06-04）.
144. ↑  Kaplan, Rabbi Aryeh. . torah.org.   [2011年4月29日]. （原始内容存档于2010年12月3日）.
145. ↑  《古兰经》65:12：“真主创造了七层天，和同样层数的大地，天命通过七层天而下降，以便你们知道，真主对于万事是全能的，真主是周知万物的。”
146. ↑  .   [2013-06-16]. （原始内容存档于2013-06-03）.
147. ↑  Wiker, Benjamin D. . crisismagazine.com.   [2013-06-16]. （原始内容存档于2003-02-10）.
148. ↑  Dengrove, Richard. . Challenger 29. Winter 2008  [2010-08-27]. （原始内容存档于2010-06-15）.
149. ↑  Giordano Bruno. . .   [2011-04-29]. （原始内容存档于2014-10-13） （英语）.
150. ↑  . cosmovisions.com.   [2011-04-29]. （原始内容存档于2011-07-08） （法语）.
151. ↑  .   [2013-06-13]. （原始内容存档于2013-05-10）.
152. ↑  .   [2013-06-13]. （原始内容存档于2013-06-02）.
153. ↑   (PDF).   [2013-06-13]. （原始内容存档 (PDF)于2013-05-15）.
154. ↑  Alfred Russel Wallace, F.R.S., etc. . London: Macmillan and co. 1907.
155. ↑  Chambers, Paul. . London: Blandford. 1999. ISBN 0-7137-2747-0.
156. ↑  . New York Times. 1938-10-31  [2013-06-20]. （原始内容 (reprint)存档于2013-06-29）.
157. ↑  Campbell, W. Joseph. . Berkeley: University of California Press. 2010: 39. ISBN 978-0-520-26209-6.
158. ↑  Edward J. Ruppelt. . .   [2013-06-20]. （原始内容存档于2013-09-27）.
159. ↑  Presidential UFO.com （页面存档备份，存于） Roswell Proof.com （页面存档备份，存于）
160. ↑  . Planetary Socity.   [2013-06-21]. （原始内容存档于2013-05-28） （中文）.
161. ↑  Villard, Ray. . Discovery News.   [2012-10-17]. （原始内容存档于2012-10-04）.
162. ↑  Crichton, Michael. . crichton-official.com. 2003-01-17  [2012-10-18]. （原始内容存档于2006-01-01）.
163. ↑  .   [2012-10-21]. （原始内容存档于2012-05-14） （英语）.
164. ↑  Michel Desmarquet. . Amazon.   [2020-04-30]. （原始内容存档于2020-05-10） （英语）.
165. ↑  .   [2020-12-26]. （原始内容存档于2022-01-18）.
166. ↑  .   [2020-12-26]. （原始内容存档于2021-02-14）.
167. ↑  Peter Ward, Donald Brownlee. . Amazon.   [2012-10-21]. （原始内容存档于2015-11-03） （英语）.
168. ↑  . L'Osservatore Romano. 2008-05-14  [2013-05-22]. （原始内容存档于2012-10-21） （意大利语）.
169. ↑  . 2008-05-23  [2013-05-22]. （原始内容存档于2014-06-02） （英语）.
170. ↑  Willey, David. . news.bbc.co.uk. 2008-05-13  [2010-01-04]. （原始内容存档于2010-07-26） （英语）.
171. ↑  Kaufman, Marc. . The Washington Post. 2009-11-08  [2010-05-02]. （原始内容存档于2010-01-06）.
172. ↑  Sample, Ian. . The Guardian (London). 2011-03-06  [2012-11-03]. （原始内容存档于2012-06-21）.
173. ↑  Hoover, Richard B. . Journal of Cosmology. 2011, 13: xxx  [2011-03-06]. （原始内容存档于2011-03-08）.
174. ↑  Kerry Sheridan. . ABC News. 7 March 2011  [2011-03-07]. （原始内容存档于2011-07-18）.
175. ↑  . Irish Central. 2011-04-22  [2013-05-20]. （原始内容存档于2013-06-06） （英语）.
176. ↑  . news.sciencenet.cn. 2021-11-20  [2023-09-14]. （原始内容存档于2023-11-10） （中文）.
177. ↑  . spiegel.de. 2010-04-25  [2013-06-19]. （原始内容存档于2013-06-09） （德语）.
178. ↑  . transcripts.cnn.com. 2010-04-30  [2012-03-18]. （原始内容存档于2012-10-25） （英语）.
179. ↑  Vorbereitungen für den Alien-Kontakt （页面存档备份，存于） derstandard.at, 10. Januar 2011; Simon Conway Morris: Predicting what extra-terrestrials will be like: and preparing for the worst. Phil. Trans. R. Soc. A, 2011 369:555-571; doi:10.1098/rsta.2010.0276, online （页面存档备份，存于） (PDF), abgerufen am 12. Januar 2011
180. ↑  Iván Almár, Jill Tarter: The discovery of ETI as a high-consequence, low-probability event. Acta Astronautica, Vol.68, Issues 3–4, Feb.2011, S.358–361
181. 1 2  金星. . 中国科学报. 2012-01-21  [2012-09-06]. （原始内容存档于2012-01-24） （中文）.
182. ↑  . 新华网. 2012-08-27  [2012-09-06]. （原始内容存档于2012-08-30） （中文）.
183. ↑  . 台湾网. 2010-08-23  [2012-09-06] （中文）.[永久]
184. ↑  . 凤凰网. 2012-05-30  [2012-09-06]. （原始内容存档于2012-06-04） （中文）.
185. ↑  Warnung von Astrophysiker Hawking （页面存档备份，存于） Spiegel online, 25. April 2010; Is calling E.T. a smart move? （页面存档备份，存于） physorg.com, 29. Jänner 2010, abgerufen am 7. März 2011
186. ↑  John Billingham, et al.: Costs and Difficulties of Large-Scale 'Messaging', and the Need for International Debate on Potential Risks （页面存档备份，存于）@arxiv.org;
187. ↑  Alexander Zaitsev, et al. Making a Case for METI- METI is risky （页面存档备份，存于） setileague.org; Detection Probability of Terrestrial Radio Signals by a Hostile Super-civilization@Nasa ADS; Harald Zaun: SETI - die wissenschaftliche Suche nach außerirdischen Zivilisationen - Chancen, Perspektiven, Risiken. Heise, Hannover 2010, ISBN 978-3-936931-57-0, S.271ff;
188. ↑  . 2011-08-23  [2013-05-20]. （原始内容存档于2016-03-04） （中文）.
189. ↑   （页面存档备份，存于） orf.at, abgerufen am 20. August 2011;Aliens may strike humans to save the galaxy-study （页面存档备份，存于） ibtimes.com; Seth D. Baum, et al.: Would Contact with Extraterrestrials Benefit or Harm Humanity? A Scenario Analysis （页面存档备份，存于） @arxiv, pdf, abgerufen am 20. August 2011
190. ↑  Baum, Seth; Haqq-Misra, Jacob; Domagal-Goldman, Shawn. "Would Contact with Extraterrestrials Benefit or Harm Humanity? A Scenario Analysis" （页面存档备份，存于）, Acta Astronautica, 2011, 68 (11-12):2014-2129, April 22, 2011, accessed August 18, 2011.
191. ↑  David Pescovitz.  (html). 2011-11-08  [2012-09-09]. （原始内容存档于2012-11-01） （英语）.
192. ↑  Venezia, Todd. . New York Post. 2010-09-26  [2010-10-17]. （原始内容存档于2012-09-04） （英语）.
193. ↑  . 2010-09-27  [2012-09-09]. （原始内容存档于2013-06-03） （中文）.
194. 1 2  Matthew Weaver. . 2010-09-27  [2012-09-09]. （原始内容存档于2012-10-22） （英语）.
195. ↑  . Fox News. 2010-09-27  [2012-11-03]. （原始内容存档于2013-05-22）.
196. ↑  . 2010-09-29  [2012-09-09]. （原始内容存档于2013-06-15） （中文）.
197. ↑   (pdf). World Economic Forum.   [2013-05-20]. （原始内容存档 (PDF)于2013-05-09） （英语）.

## 延伸閱讀
- SETI@Home（页面存档备份，存于）
- SKY-MAP.ORG（页面存档备份，存于）
- Roth, Christopher F., "Ufology as Anthropology: Race, Extraterrestrials, and the Occult."  In E.T. Culture: Anthropology in Outerspaces, ed. by Debbora Battaglia.  Durham, N.C.: Duke University Press, 2005.
- Sagan, Carl. 1996. The Demon-Haunted World: Science as a Candle in the Dark: chapter 4: "Aliens"

## 外部連結
- Winston Churchill's essay on Alien Life (c.1939)（页面存档备份，存于）